# East Pittsburgh, Pennsylvania
East Pittsburgh là một thị trấn thuộc quận Allegheny, tiểu bang Pennsylvania, Hoa Kỳ. Năm 2010, dân số của thị trấn này là 1822 người.